# Hoffmann
Hoffmann je priimek več oseb:
- Erich Hoffmann (1868—1959), nemški dermatolog
- Ernst Theodor Amadeus Wilhelm Hoffmann (1776—1822), nemški glasbenik in slikar
- Josef Hoffmann (1870—1956), avstrijski arhitekt
- Nikolaj (Miklavž) Hoffmann (1819—?), slovenski nožar, obrtnik, pesmar v 19 .stoletju
- Philipp Hoffmann (1808—1889), nemški arhitekt
- Reinhild Hoffmann (*1943), nemška plesalka in koreografinja
- Roald Hoffmann (1937—1981), ameriški kemik